# Perfect Day
Perfect Day, Inc. — компания в области пищевых технологий, базирующаяся в Беркли, штат Калифорния, которая разработала процессы создания молочных белков, включая казеин и сыворотку, путём ферментации в микробиоте, в частности, из грибов в биореакторах, вместо экстракции из коровьего молока. Название Perfect Day является отсылкой к одноимённой песне Лу Рида.

## История
Основатели Иша Датар, Райан Пандья и Перумал Ганди подали заявку на участие в биотехнологическом акселераторе Synbiota. Победители получат доступ к лабораторным помещениям, наставничеству и первоначальному финансированию в размере 30 000 долларов США. Поскольку Иша Датар была директором New Harvest, они решили подать заявку в качестве «Молочного проекта New Harvest». 22 апреля 2014 года их заявление было принято.
Perfect Day была зарегистрирована 28 апреля 2014 г. под названием «Muufri» и была переименована в «Perfect Day» в 2016 г. Компания изначально была ориентирована на производство молочных продуктов (таких как сыр или йогурт) для прямой розничной продажи потребителям.
Боб Айгер, председатель The Walt Disney Company, вошёл в состав правления в октябре 2020 года. В состав совета входят соучредители Райан Пандья, Перумал Ганди, а также Айгер, Афтаб Матур из Temasek Holdings и Патрик Чжан из Horizons Ventures.
Молочные фермеры США обратились в Управление по санитарному надзору за качеством пищевых продуктов и медикаментов (FDA) с просьбой ввести в действие определение молока в Разделе 21 Свода федеральных правил, чтобы предотвратить конкуренцию со стороны продуктов Perfect Day, а также растительного молока, которое в США может называться молоком, потому что FDA не применяет определение.
В конце 2017 года Perfect Day объявила, что ведёт переговоры с возможными партнёрами по пищевой промышленности о включении произведённого белка в существующие линии по производству продуктов питания, став компанией по производству ингредиентов для бизнеса и отметив изменение своей бизнес-стратегии, ориентированной на конечного потребителя. В ноябре 2018 года компания объявила о заключении соглашения о совместной разработке с Archer Daniels Midland для обеспечения коммерческих объёмов сывороточного белка неживотного происхождения.

### Продукты
11 июля 2019 года Perfect Day выпустила свой первый продукт — мороженое из сывороточного белка неживотного происхождения. Запуск был ограничен 1000 комплектов по 3 пинты, доступных по цене 60 долларов и продаваемых исключительно через веб-сайт компании. Тираж продукции был распродан в течение нескольких часов.
С 2020 года Perfect Day реализует свою продукцию через компанию Urgent Company, которая продаёт веганское молочное мороженое под брендом Brave Robot. В ноябре 2020 года производитель мороженого Graeter’s начал продавать веганское молочное мороженое на основе продуктов Perfect Day.
В сентябре 2021 года Perfect Day начала продавать сливочный сыр без животных продуктов под брендом Modern Kitchen.
В ноябре 2021 года Perfect Day объявила о выходе на рынок спортивного питания, предлагая веганские порошки сывороточного протеина под брендом California Performance Co.